# فرودگاه ییبین سایبا
فرودگاه ییبین سایبا (به انگلیسی: Yibin Caiba Airport) یک فرودگاه همگانی با کد یاتا YBP است . این فرودگاه در کشور چین قرار دارد .

## شرکت‌های هواپیمایی و مقصدهای پروازی
| شرکت‌های هواپیمایی                               | مقصدهای پروازی                                                               |
| ----------------------------------------------- | ---------------------------------------------------------------------------- |
| ایر چاینا                                       | پکن                                                                          |
| هواپیمایی شرقی چین                              | کونمینگ چانگشوی، کینگدائو لیوتینگ، شانگهای پودنگ، ووهان تیانهه، زیامن گائوچی |
| هواپیمایی جنوبی چین اجرا توسط چونگ‌کینگ ایرلاینز | دالی                                                                         |
| China Express Airlines                          | لانگ‌دونگ‌بائو گوئی‌یانگ                                                        |
| شنژن ایرلاینز                                   | بایون گوآنگجو، شنژن بن                                                       |
| سیچوان ایرلاینز                                 | سانیا فونیکس، شی‌آن شیان‌یانگ                                                  |
| تبت ایرلاینز                                    | هانگجو ژیاشان، لهاسا گونگار                                                  |